# Ратин (Салаж)
Ратин (рум. Ratin) насеље је у Румунији у округу Салаж у општини Красна. Oпштина се налази на надморској висини од 255 m.

## Становништво
Према подацима из 2002. године у насељу је живело 494 становника.

### Попис2002.
| Расподела становништва по националности 2002.‍ | Расподела становништва по националности 2002.‍ | Расподела становништва по националности 2002.‍ | Расподела становништва по националности 2002.‍ | Расподела становништва по националности 2002.‍ |
| --------------------------------------------- | --------------------------------------------- | --------------------------------------------- | --------------------------------------------- | --------------------------------------------- |
|                                               |                                               |                                               |                                               |                                               |
| Румуни                                        | Румуни                                        |                                               | 78                                            | 15,9%                                         |
| Мађари                                        | Мађари                                        |                                               | 253                                           | 51,4%                                         |
| Роми                                          | Роми                                          |                                               | 161                                           | 32,7%                                         |